# Stříbrnice (kraj ołomuniecki)
Stříbrnice – gmina w Czechach w powiecie Przerów w kraju ołomunieckim. Według danych z dnia 1 stycznia 2012 liczyła 245 mieszkańców.
Pierwsza wzmianka o miejscowości pochodzi z roku 1406.

## Sławni mieszkańcy
- Josef Vrana, biskup, administrator apostolski archidiecezji ołomunieckiej